# Huisje van Majutte
De visserswoning Majutte, meestal Huisje van Majutte genoemd, is een bewaarde visserswoning uit de 18de eeuw in de Breydelstraat in Blankenberge. Enkele huizen verder aan de overkant van de straat is er nog een oude visserswoning, met huisnummer 27, die minder pittoresk oogt en daarom minder bekend is. Het Huisje van Majutte is een van de weinige restanten van het vissersleven in Blankenberge.

## Geschiedenis
Tot 1900 werd de Breydelstraat in Blankenberge haast uitsluitend bewoond door kroostrijke vissersgezinnen. Destijds was er een vissersgemeenschap met 66 soortgelijke huisjes en twee cafés. De straat gaf uit op een duin.
Het huisje is gebouwd in de 18de eeuw, maar het is onbekend hoe oud het precies is. Vele generaties werd het bewoond door de vissersfamilie Debruyne, die de vissersnaam "Majutte" droeg. De laatste visser die er woonde was Jan Majutte.
Na de vissersfamilie Debruyne kwam het huisje in eigendom van de Familie Franchomme. In de jaren 70 werd het verkocht aan de familie Vandamme-Strobbe. Het werd een antiekwinkel, koffiehuisje en restaurant. Daarna was het bijna 20 jaar enkel in privégebruik. In juni 2015 kocht de familie Gadeyne-Beernaert het om een museum in te richten.

## Gebouw en interieur
Het Huisje van Majutte heeft een ondiepe fundering: drie stenen diep in het duinzand. Het heeft twee verdiepingen.
Men moet zich bukken om door de lage deur binnen te kunnen. In de balken is scheepswerk te zien. Een boograam gaf vroeger uitzicht op de duinen. In de voorplaats is er een schouw met Delftse tegels. De vloer is bedekt met kleine, rode, bakstenen tegels. In de keuken treft men een brede open haard met opnieuw een grote schouw en een pekelput, afgesloten met een houten deksel. In de balken boven de keuken is een plank van een Blankenbergse boot verwerkt, die waarschijnlijk is aangespoeld. Onder het dak van Boomse pannen is er een houten gebinte en een grote zolder.

## Huisnummer
Het Huisje van Majutte heeft als huisnummer 10, hoewel het huis net ten westen ervan hetzelfde nummer draagt. In de databanken van het AGIV van de Vlaamse overheid wordt aan het Huisje van Majutte huisnummer 10B gegeven.

## Foto's

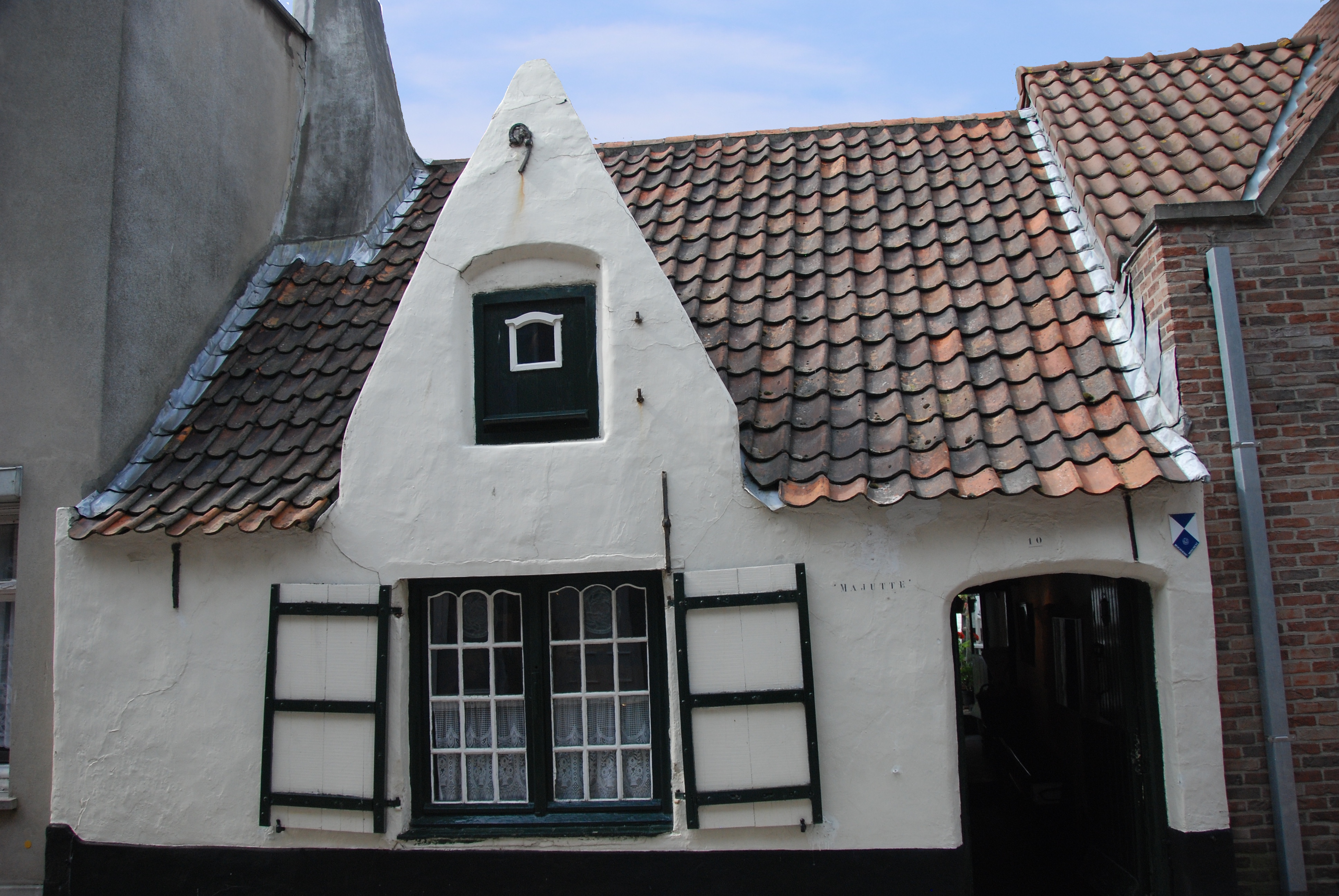
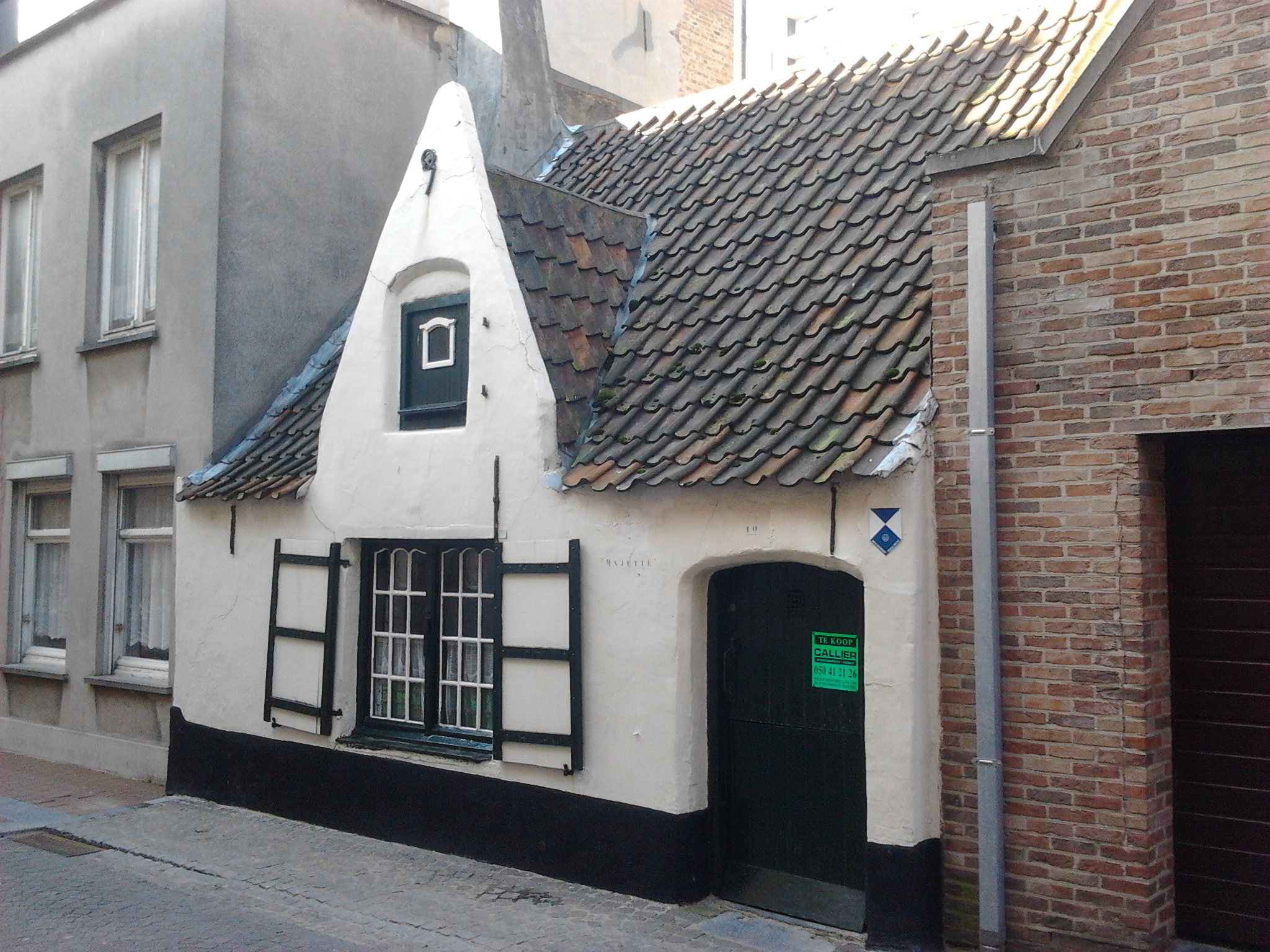
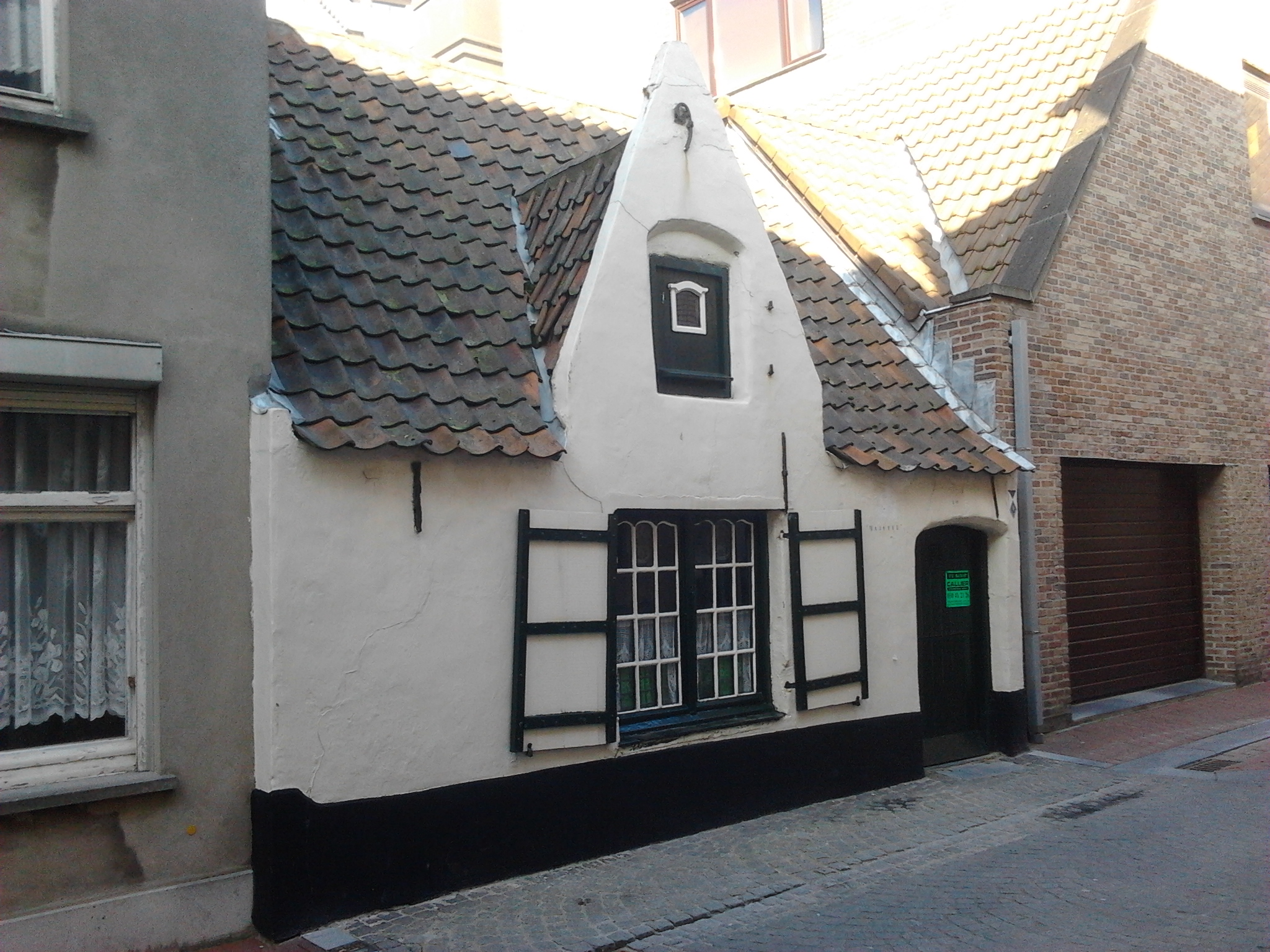
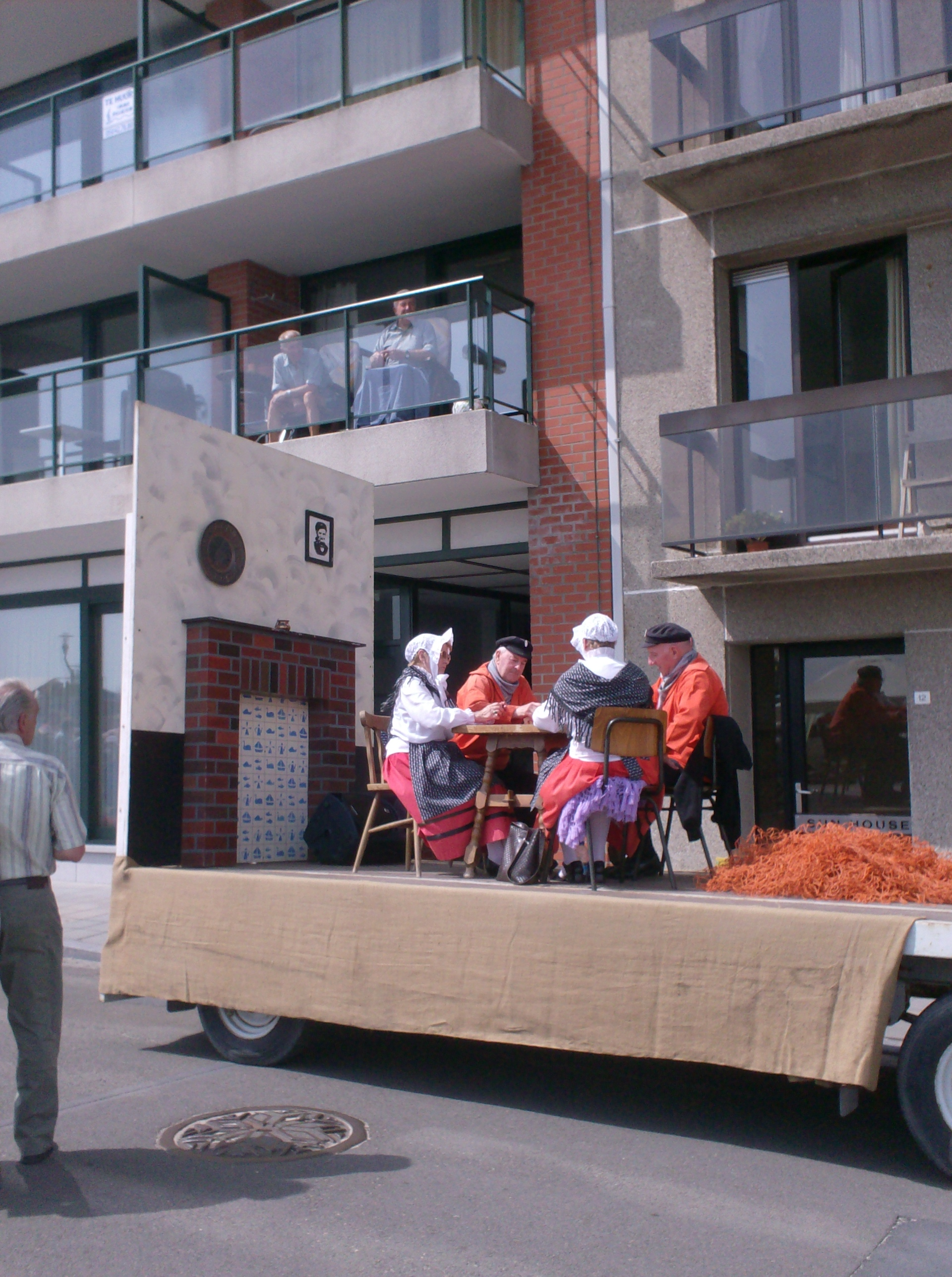
Interieur van het Huisje van Majutte afgebeeld in de vissersstoet
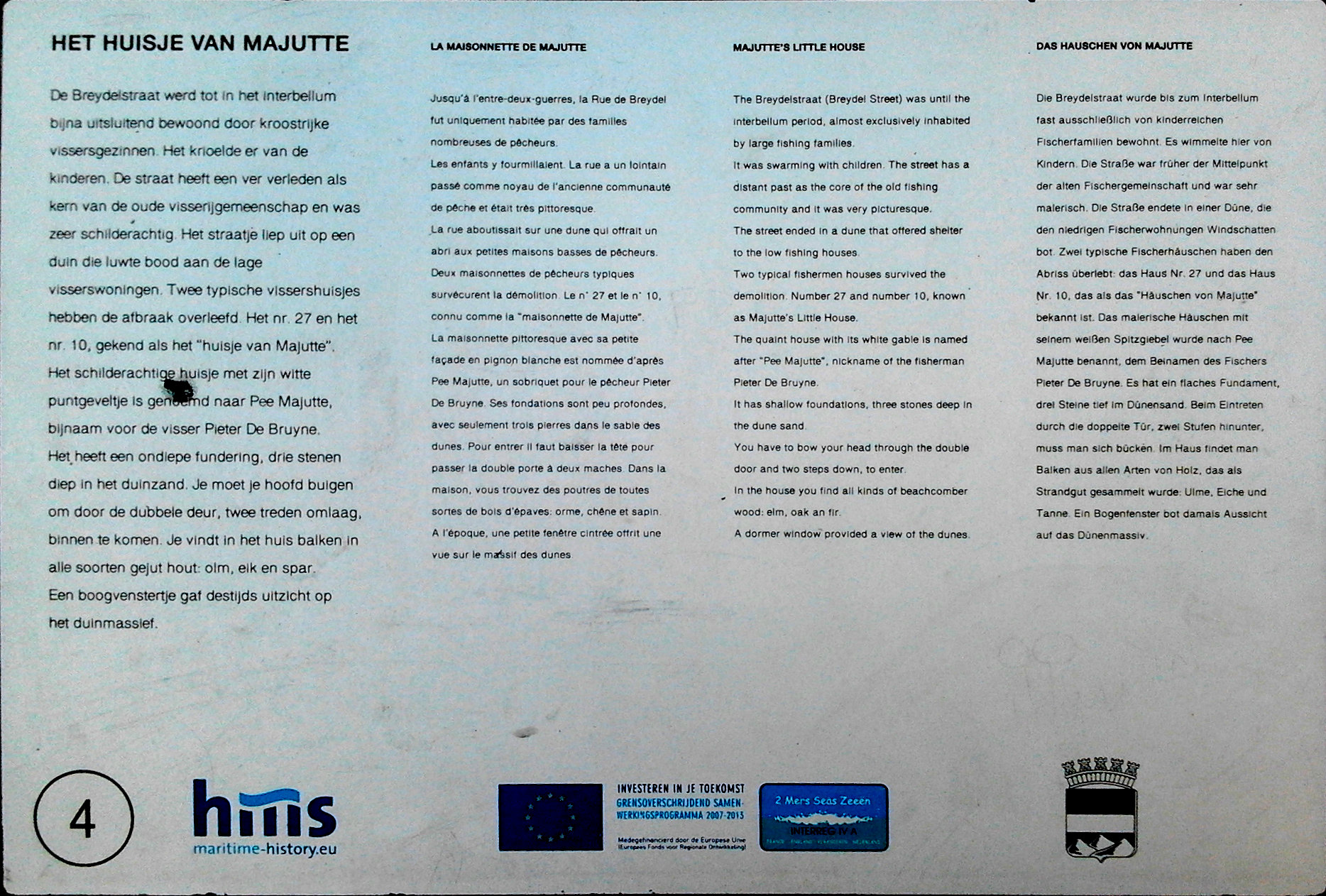
Infopaneel wat verderop in de Breydelstraat
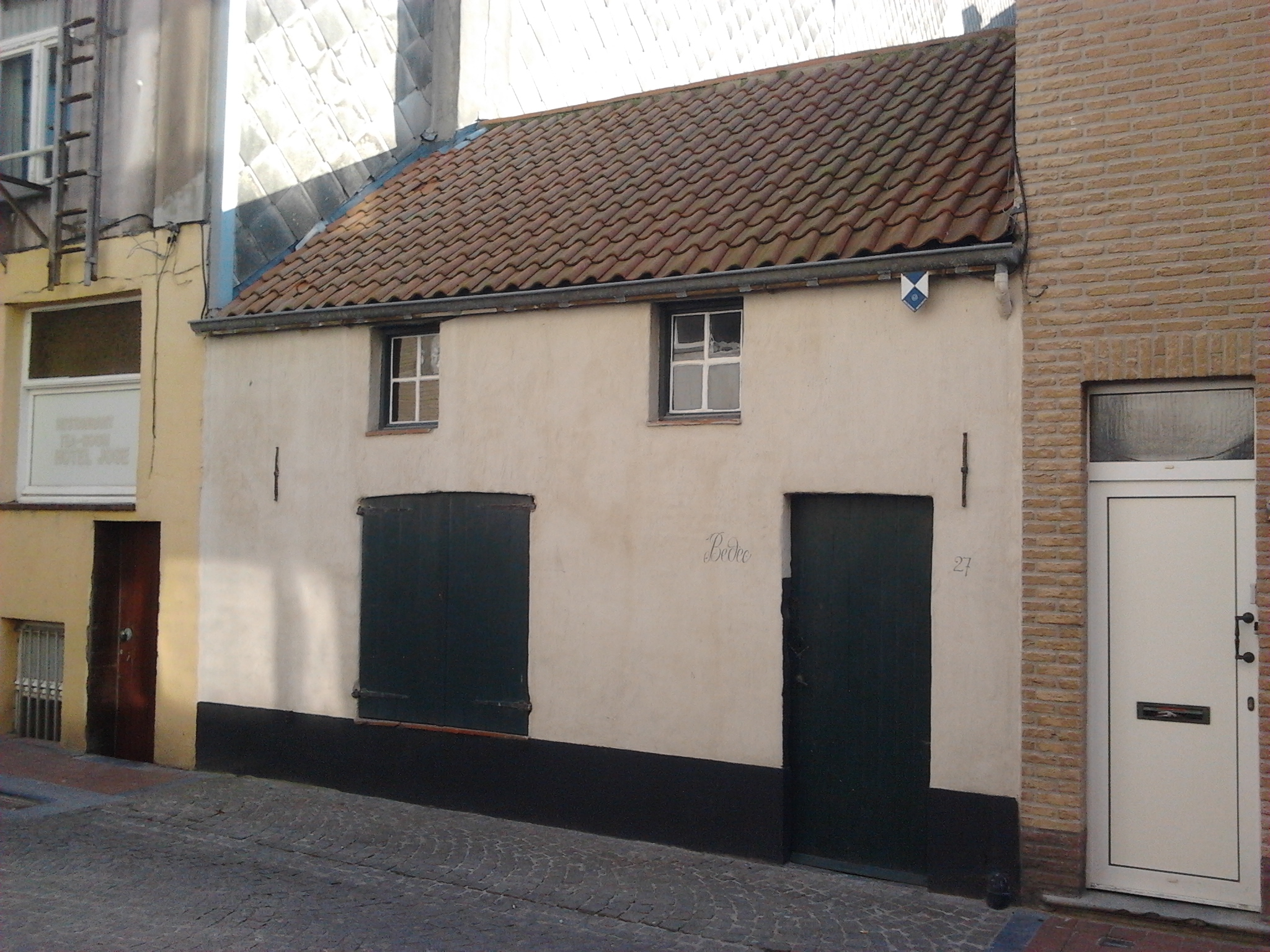
Visserswoning verderop in de Breydelstraat, nummer 27

## Externe koppelingen
- Huisje van Majutte
- Inventarispagina Onroerend Erfgoed